# کوییپ (شبکه اجتماعی)
کوییپ (به انگلیسی: Qeep) یک شبکه اجتماعی تحت موبایل است که در سال ۲۰۰۶ برای پلتفرم جاوا ارائه شد. کوییپ هم‌اکنون بیش از ۳۰ میلیون کاربر فعال در سرتاسر جهان دارد و جزو نخستین شبکه‌های اجتماعی تحت تلفن همراه به شمار می‌رود. نسخه اندروید این اپلیکشین در سال ۲۰۱۱ به کاربران ارائه شد.

## امکانات آخرین نسخه
- ارسال QMS (پیام متنی)
- جستجوی سایر اعضا بر اساس سن و جنس و محل زندگی
- با آپدیت های نه چندان جالب این نرم افزار بسیاری از کاربران آن را ترک کردند ؛ بسیاری از قابلیت های قدیمی این نرم افزار نظیر فوتو بلاگ ، پین بورد و بازی ها حذف شده اند . تم نرم افزار هم تغییر کرده و از سبز و بنفش به سفید و زرد تغییر یافته است. این نرم افزار دیگر برای سیستم عامل جاوا در دسترس نیست!

## فیلترینگ کوییپ در ایران
در فروردین سال ۱۳۹۰ وبسایت کوییپ در ایران مسدود شد؛ و در مهر سال 1394  دو پلتفرم جاوا و اندروید نیز برای ایرانیان از دسترس خارج شد.